# Тарасовка (Малинский район)
Тарасовка (укр. Тарасівка) — село на Украине, основано в 1802 году, находится в Малинском районе Житомирской области.
Код КОАТУУ — 1823488202. Население по переписи 2001 года составляет 76 человек. Почтовый индекс — 11600. Телефонный код — 4133. Занимает площадь 0,606 км².

## Адрес местного совета
11600, Житомирская область, Малинский р-н, с. Устиновка